# Jurij Dolinar (pravnik)
Jurij Dolinar, slovenski pravnik in pedagog, * 19. april 1764, Volča, † 21. oktober 1858, Ljubljana.
Dolinar je leta 1796 na Dunaju promoviral iz prava. Od leta 1798 do 1810 je bil profesor cerkvenega prava in cerkvene zgodovine na ljubljanskem liceju. V času Ilirskih provinc je na pravnem študiju predaval Napoleonov zakonik in se pripravljal za predavanje rimskega prava. Po ponovni Avstrijski zasedbi naših krajev se je kot predavatelj vrnil na ljubljanski licej in obenem vodil licejski internat.